# SF-7000
O SF-7000 (ou Sega Super Control Station) é uma expansão lançada pela Sega para o computador SC-3000 (ou o videogame SG-1000 adaptado), que visava expandir as capacidades dos computadores citados.

## Propriedades técnicas
A expansão trazia:
- 64 kb RAM e 8 kb ROM
- Unidade de disquete 3"
- Porta paralela Centronics
- Porta Serial RS232